# Saint-Laurent-d'Andenay
Saint-Laurent-d'Andenay è un comune francese di 1 097 abitanti situato nel dipartimento della Saona e Loira nella regione della Borgogna-Franca Contea.

## Società

### Evoluzione demografica
Abitanti censiti